# Slapt-get
slapt-get — компьютерная программа для управления пакетами программного обеспечения дистрибутива Linux Slackware и других дистрибутивов, использующих его пакетную систему.
slapt-get является APT-подобной программой, управляемой через интерфейс командной строки (консольная программа).

## Функции
- Slapt-get использует стандартные инструменты Slackware для управления пакетами: installpkg, removepkg и upgradepkg.
- Поддержка множества источников пакетов (репозиториев) (включая сайт linuxpackages.net (англ.) ), с возможностью назначать приоритеты каждому из источников (default, official, preferred или custom). Если приоритет не указан, то используется default.
- Список пакетов, находящихся в репозиториях, загружается и сохраняется в постоянной памяти компьютера для последующего использования.
- Использование сетевых протоколов HTTP, HTTPS, FTP, FTPS, file:/// и других, с помощью библиотек libcurl.
- Использование GPG-ключей с помощью библиотек GPGME[3].
- Отображение информации о том, какие действия будут выполнены программой.
- Использование транзакций с кратким отчётом по ним.

### Пакеты
- Отслеживание зависимостей (при условии поддержки репозиториями) или возможных конфликтов. Поддержка степени зависимости.
- Поддержка форматов txz (архив tar.xz), tgz (tar.gz), tlz (tar.lz) и tbz (tar.bz2) (см. tar, lzip и bzip2).
- Загрузка без установки в состав операционной системы.
- В случае, если по какой-то причине пакет загрузился не полностью, то при повторной загрузке программа дозагружает только его недостающую часть.
- Проверка контрольной суммы с использованием алгоритма MD5, если это поддерживается репозиторием.
- Для управления пакетом достаточно указать только его имя или имя с номером версии.
- Поиск может осуществляться с использованием базовых и расширенных регулярных выражений POSIX по имени пакета, его месторасположению и описанию.
- Установка новых версий (обновлений).
- Отображение подробной информации: месторасположение, версия, размер, описание, статус установки и список изменений (если доступен).
- Добавление исключений определённых пакетов программ для обновления по имени или регулярному выражению.

## Настройки
По умолчанию, файл с настройками программы хранится в пути /etc/slapt-get/slapt-getrc. Пример содержимого этого файла:
```
# Рабочий каталог, где хранится загруженный список пакетов, доступных в репозиториях, и сами пакеты, которые были загружены (и установлены) slapt-get:

WORKINGDIR
=
/var/slapt-get

# Исключения обновления для пакетов:

EXCLUDE
=
^aaa_elflibs,^aaa_base,^devs,^glibc-.*,^kernel-.*,^udev,^rootuser-settings,^zzz-settings,-x86_64-,xf86-video-intel,mozilla-firefox

# Активные источники пакетов (репозитории) с указанием приоритета через знак двоеточия:

SOURCE
=
http://salix.enialis.net/i486/slackware-13.1/:OFFICIAL

SOURCE
=
http://salix.enialis.net/i486/slackware-13.1/extra/:OFFICIAL

SOURCE
=
http://salix.enialis.net/i486/13.1/:PREFERRED

# Отключенные репозитории:

#DISABLED=http://salix.enialis.net/i486/slackware-current/:CUSTOM

#DISABLED=http://salix.enialis.net/i486/slackware-current/extra/:CUSTOM

#DISABLED=http://salix.enialis.net/i486/current/

```

Программе можно указывать путь к альтернативному файлу настройки:
```
slapt-get
 
-c
 
/путь/к_альтернативному/файлу_настройки
 
параметры
 
и_команды

```

## Примеры команд
Как правило, запуск административных программ доступен только от лица суперпользователя.
- Загрузить список пакетов, доступных в репозиториях

```
slapt-get
 
-u

```

- Найти пакет

```
slapt-get
 
--search
 
имя_пакета

```

- Показать итоговые данные перед установкой пакета

```
slapt-get
 
-i
 
-s
 
имя_пакета

```

- Установить пакет

```
slapt-get
 
-i
 
имя_пакета

```

- Удалить пакет

```
slapt-get
 
--remove
 
имя_пакета

```

- Показать пакеты, для которых есть обновления

```
slapt-get
 
-s
 
--upgrade

```

- Обновить все установленные пакеты

```
slapt-get
 
--upgrade

```

## Сопутствующие программы
Для slapt-get существуют дополнительные приложения, написанные тем же автором, что и slapt-get. Они работают совместно со slapt-get.

### gslapt
Gslapt — графический интерфейс пользователя для slapt-get, основанный на библиотеках GTK+.

### slapt-update-service
Slapt-update-service автоматически проверяет наличие новых версий пакетов в репозиториях и уведомляет об этом с помощью значка в области уведомлений. При нажатии на значок запускается программа gslapt. Slapt-update-service использует библиотеки GTK+.

### slapt-src
Slapt-src — приложение для автоматизации компилирования и сборки пакетов программ из исходных кодов, с помощью скриптов сайта SlackBuilds.org.
Slapt-src управляется через интерфейс командной строки.

#### Sourcery
Для slapt-src есть графический интерфейс — программа Sourcery, написанная одним из разработчиков дистрибутива Linux Salix OS Джорджом Влахавасом. Дополнительно, для компиляции и сборки пакетов, Sourcery может использовать репозитории, содержащие Arch-подобные (PKGBUILD) скрипты SLKBUILD.
Sourcery использует библиотеки GTK+ и интерпретатор Python.